# Trimurti

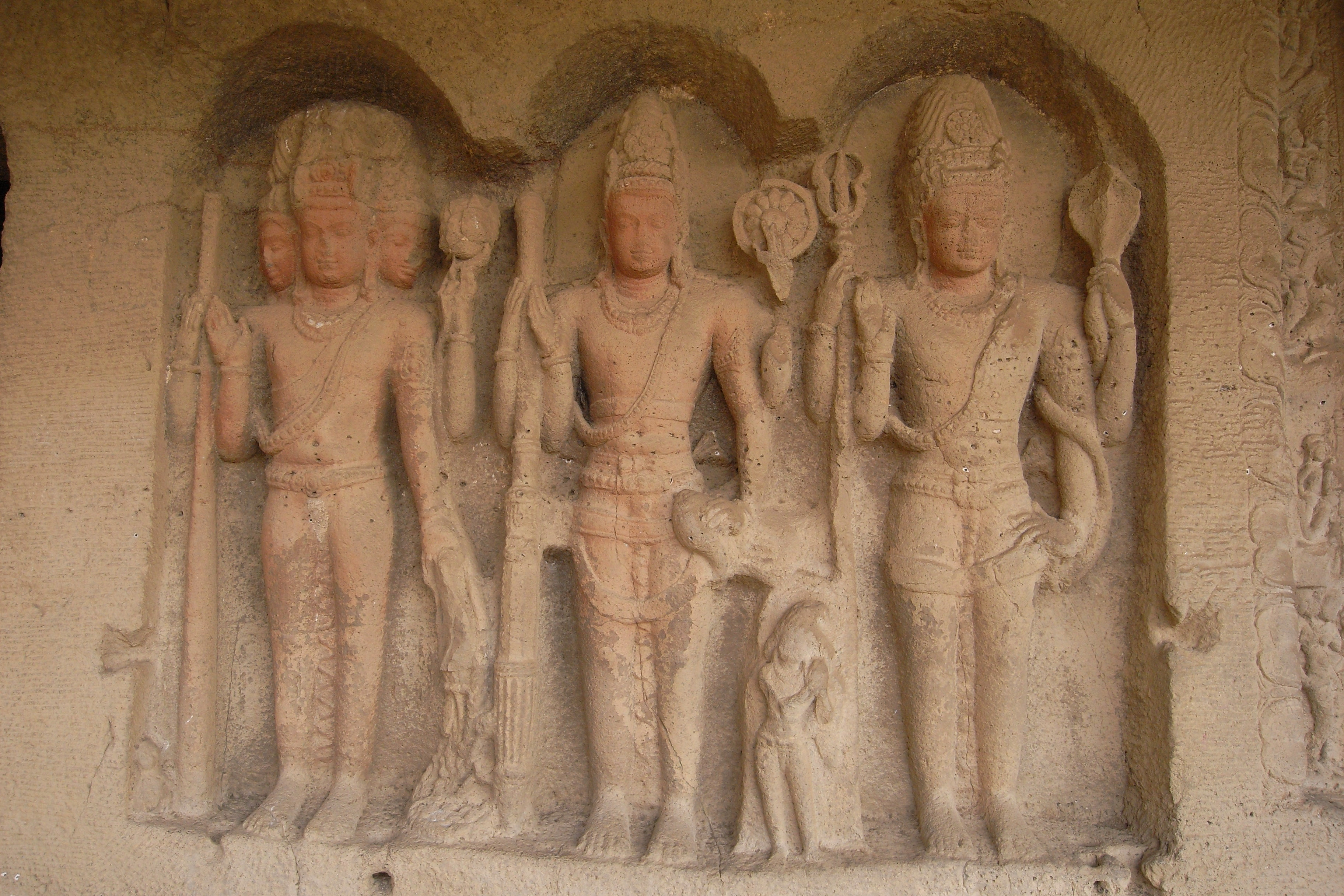
Trimurti

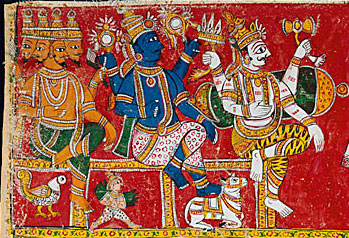
Trimurti

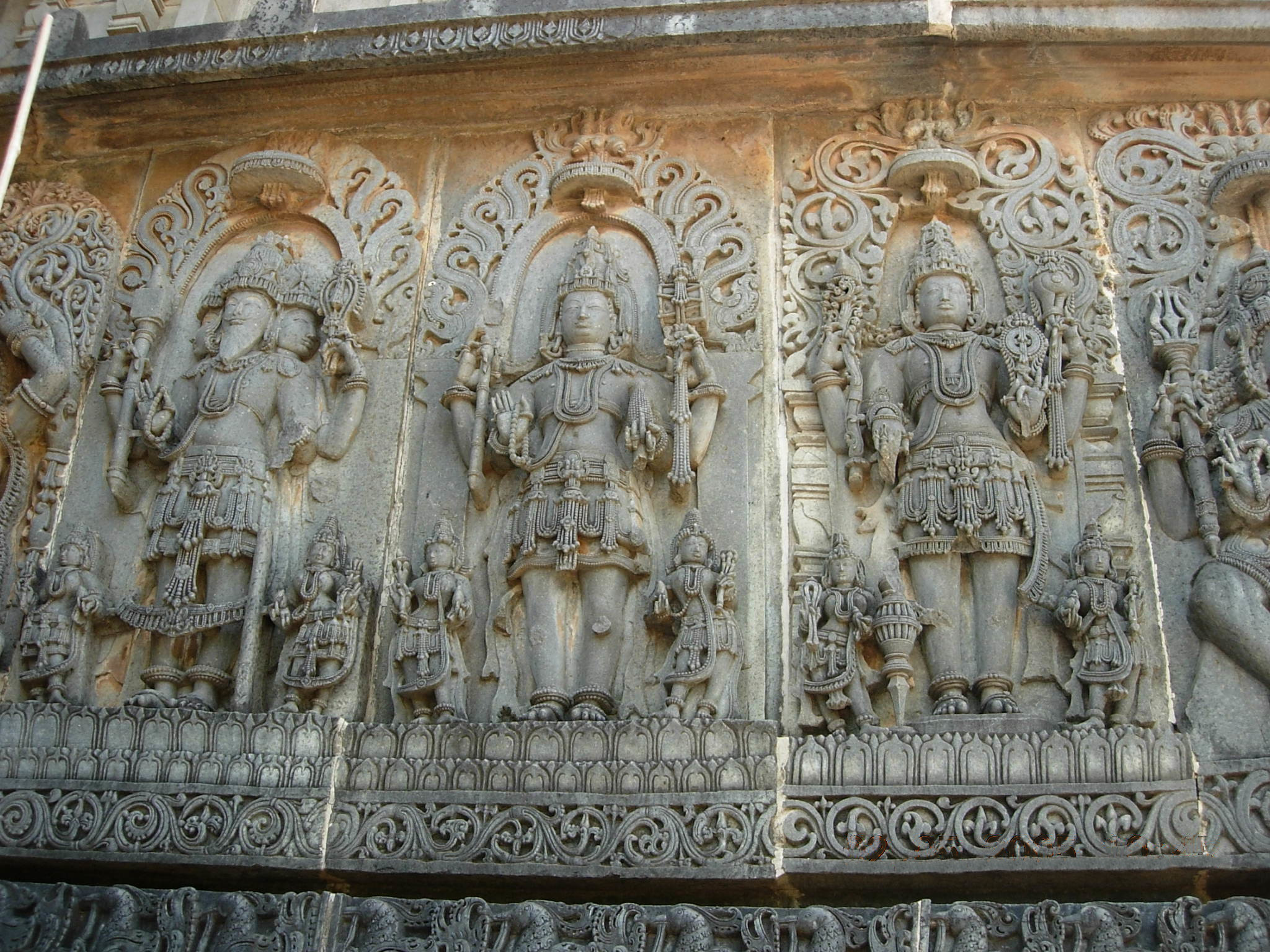
Trimurti

Trimurti is de benaming voor de drie belangrijkste aspecten van God (Ishvara/Brahman) in het hindoeïsme. Ze worden ook wel aangeduid als de hindoeïstische Drie-eenheid.
De term trimurti zelf, gebruikt om de personificatie van de drie aspecten aan te duiden, schijnt van relatief recente datum en is nooit algemeen gebruikt.
Een eerdere godentriade die voorkwam in de Veda's bestond uit Agni, Vāyu (of Indra), en Sūrya. De triade die algemeen in het Hindoeïsme centraal staat bestaat uit Brahmā, Viṣṇu en Śiva. Elk van de drie goden vertegenwoordigt een kosmische functie, waarbij Brahmā het evenwicht symboliseert tussen twee uitersten: het middelpuntzoekende principe voorgesteld door Viṣṇu, en het middelpuntvliedende principe voorgesteld door Śiva.
Dit trimurticoncept wordt vooral gebruikt in het smartisme.
- Brahmā (Scheppende aspect van God)
- Viṣṇu (Onderhoudende /beschermende aspect van God)
- Śiva (Vernietigende of transformerende aspect van God).

De Trimurti symboliseert dat alle goddelijke invloeden van een en dezelfde Eenheid uitgaan omdat de drie Goden of goddelijke aspecten elkaar als het ware aanvullen.
In het smartisme wordt de Trimurti zelf als een godheid voorgesteld en afgebeeld als menselijke figuur met drie gezichten. Brahma is als godheid niet zo belangrijk meer als voorheen. Sommigen zouden zeggen dat zijn plaats is ingenomen door de alles-in-een Devi of Shakti, de Goddelijke Moeder of God's Macht in persoon.
Reeds in de Rig-Veda, het oudste van de Vedische boeken, stond dat Indra bekend is onder vele namen en dat de geleerden begrepen dat deze naar de éne verwezen, zonder te preciseren wie die ene dan juist is. De Upanishads gaan verder en relativeren de individuele godheden en de hun gebrachte offers; wat in de Bhagavad Gita leidt tot Krishna's verzekering dat alle gebeden en offers, tot wie de oprechte gelovigen ze ook richten, aan hem gericht zijn, en dat hij de toegewijden van alle goden zal belonen.